# Kalina (powiat gnieźnieński)
Kalina (niem. Braunsfeld) – wieś w Polsce położona w województwie wielkopolskim, w powiecie gnieźnieńskim, w gminie Gniezno, nad Jeziorem Wierzbiczańskim.
Pierwsze zmianki o wsi Braunsfeld pochodzą z około XVI wieku kiedy wzmiankowano, że miejscowość należała do parafii św. Andrzeja Apostoła w Kędzierzynie. W 1887 roku w Braunsfeld zamieszkiwało 57 osób w znacznej ilości niemieccy protestanci.
W skład wsi wchodziła osada Kalina. W czasie zaboru pruskiego miejscowość administracyjnie należała do powiatu Gnesen w rejencji bydgoskiej w Prowincji Poznańskiej.
Według Meyers Orts- und Verkehrs-Lexikon des Deutschen Reichs z początku XX w. we wsi Braunsfeld zamieszkiwało 158 osób, publikacja nie wymienia osady Kalina. Na mapie towarzyszącej prezentacji publikacji w Internecie, Kalina to pojedyncze gospodarstwo położone na południe od wsi na wzgórzu nad jeziorem.
W 1917 roku w kronice parafialnej (parafii Kędzierzyn) zostało spisane, że w Braunsfeld istniała szkoła. 1 lipca 1933 roku gdy proboszcz parafii w Kędzierzynie ksiądz Witold Nowakowski przeprowadził spis ludności, z którego wynikało, że w Braunsfeld zamieszkiwało 26 protestantów.
W okresie II Rzeczypospolitej w województwie poznańskim, w latach 1945-1977 w odtworzonym województwie poznańskim, w latach 1975-1998 w zmniejszonym województwie poznańskim.